# Masaland

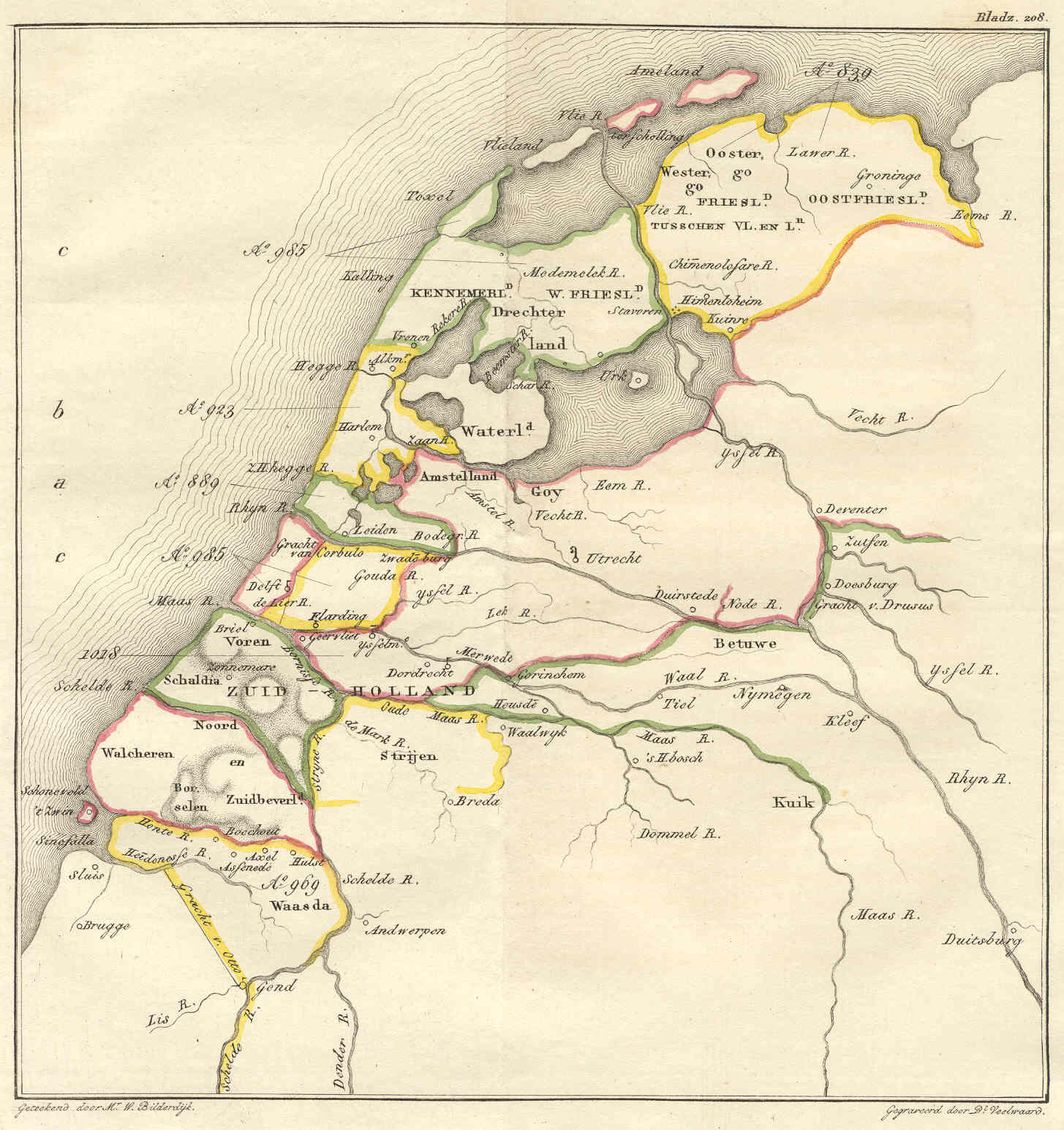
Bestuurlijke indeling van Nederland rond het jaar 1000 volgens Willem Bilderdijk. Op deze kaart is de Gouw Masaland te vinden. De kaart is overigens volledig onhistorisch.

Masaland was in de middeleeuwen een gouw in het zuiden van Zuid-Holland. Het omvatte het gebied tussen de Rijn en Maas, met het oude koningsgoed Maasland als de oude kern (dit gebied betreft waarschijnlijk de latere parochies Maasland, Schipluiden en De Lier). In zuidelijke richting grensde Masaland aan Voorne. Ten zuiden van Voorne lag Scaldemarland, dat zich langs beide oevers van de Oosterschelde uitstrekte. In noordelijke richting grensde het aan Rijnland, het gebied aan weerskanten van de Oude Rijn stroomafwaarts Bodegraven.
De gouw wordt genoemd in de Koningsoorkonde Nijmegen van 25 augustus 985, waarvan een kopie uit de 13e eeuw bewaard is gebleven. In deze oorkonde schonk koning Otto III leengebieden in Masaland in vrije eigendom aan graaf Dirk II.